# Richard Gropius
Richard Gropius (* 8. Mai 1843 in Schweidnitz, Provinz Schlesien; † 26. Mai 1930 in Weilburg) war ein deutscher Lehrer, Heimat- und Familienforscher.

## Leben
Er stammte aus der Gelehrtenfamilie Gropius und war der Sohn des zu Naumburg (Saale) verstorbenen Oberstaatsanwalts Hans Gropius. Nach dem Besuch des Maria-Magdalenen-Gymnasiums in Breslau und des Domgymnasiums in Naumburg studierte Gropius in Tübingen, Heidelberg, Bonn und Halle Philologie. Von 1868 bis 1869 besuchte er die Höheren Lehranstalt in Halle (Saale). Er wurde Lehrer (nach erfolgreicher Erweiterungsprüfung 1884 Oberlehrer) am Gymnasium in Weilburg, an dem er bis zu seiner Pensionierung wirkte und 1893 den Titel Professor erhielt. In Weilburg betreute er von 1879 bis 1891 die Bibliothek des Gymnasiums, über die er auch publizierte.
Als Genealoge erforschte er die Geschichte der Familie Gropius.
Verheiratet war er mit Charlotte geborene Wöhner.
Der gemeinsame Sohn Hans Gropius (* 20. Mai 1883 in Weilburg) wurde Kapitänleutnant und fiel im Ersten Weltkrieg am 9. November 1914 im Indischen Ozean.

## Werke (Auswahl)
- Die älteren Handschriften der Gymnasialbibliothek zu Weilburg, 1885 Digitalisat
- Zusammenhängende Lesestücke zur Einübung der regelmässigen Formenlehre des attischen Dialekts, 1892 Digitalisat
- Genealogie der Familie Gropius. Görlitz 1905, 2. Aufl. 1919 Digitalisat
- Amtlicher Bericht über die Tausendjahrfeier der Stadt Weilburg im Jahre 1906, Weilburg 1907